# Holland ved vinter-OL 2018
Holland deltager i vinter-OL 2018 i Pyeongchang, Sydkorea i perioden 9. – 25. februar 2018.

## Deltagere
Følgende atleter vil deltage i nedennævnte sportsgrene: 
| Sportsgren            | Herrer | Damer | Total |
| --------------------- | ------ | ----- | ----- |
| Hurtigløb på skøjter  | 11     | 9     | 20    |
| Short track skøjteløb | 5      | 5     | 10    |
| Skeleton              | 0      | 1     | 1     |
| Snowboard             | 1      | 2     | 3     |
| Total                 | 17     | 17    | 34    |

## Medaljer
| 2018 Pyeongchang | Guld | Sølv | Bronze | Total |
| Holland          | 8    | 6    | 6      | 20    |